# Карабали, Хосе
Хосе Хоэль Карабали Прадо (исп. José Joel Carabalí Prado ; род. 19 мая 1997, Эсмеральдас) — эквадорский футболист, полузащитник клуба «Олвейс Реди» и сборной Эквадора.

## Клубная карьера
Карабали начал карьеру в клубе «Эверест». В 2015 году он дебютировал за основной состав клуба. В 2016 году Хосе покинул команду и выступал за клубы низших дивизионов «Униболивар», «Пуэрто Кито» и «Атлетико Санто-Доминго». В 2020 году Карабали подписал контракт с «Универсидад Католика Кито». 16 февраля в матче против «Макара» он дебютировал в эквадорской Примере. 2 сентября в поединке против «Гуаякиль Сити» Хосе забил свой первый гол за «Универсидад Католика». 
В 2023 году Карабали перешёл в «Оренсе». 5 августа в матче против «Дельфина» он дебютировал за новый клуб. 5 ноября в поединке против «Кумбайи» Хосе забил свой первый гол за «Оренсе». 
В начале 2024 года Карабали перешёл в боливийский «Олвейс Реди». 17 февраля в матче против «Университарио де Винто» он дебютировал в боливийской Примере. 

## Международная карьера
29 марта 2021 года в товарищеском матче против сборной Боливии Карабали дебютировал за сборную Экватора. В том же году Хосе был включён в состав сборной на участие в Кубке Америки 2021 в Бразилии. На турнире он был запасным и на поле не вышел.